# Curtis Mitchell
Curtis Mitchell (11 maart 1989) is een Amerikaanse sprinter, die vooral op de 200 m succesvol is.

## Loopbaan
Als junior vergaarde Mitchell, die studeerde aan het Southwestern College in San Diego, een viertal titels op de 100 en 200 m. Bovendien nam hij in 2008 deel aan de wereldkampioenschappen voor junioren in Bydgoszcz, waar hij op de 200 m met een vierde plaats in 20,98 s net buiten het podium eindigde.
In zijn periode als student aan de Texas A&M-universiteit behaalde Mitchell in 2010 zijn eerste grote successen bij de senioren door NCAA-indoorkampioen te worden en deel uit te maken van het Texas A&M-team, dat op de 4 × 400 m estafette de indoortitel veroverde. Zijn tijd van 20,38 op de 200 m was dat jaar de beste wereldindoortijd en een Texas A&M-record. Op de NCAA-baankampioenschappen, later dat jaar, eindigde hij op de 200 m als tweede.
Dat jaar vertegenwoordigde hij Amerika tijdens de NACAC-kampioenschappen U23, waar hij tweemaal goud veroverde, op de 200 m en de 4 x 100 m estafette. Met zijn 200 m-tijd van 19,99 plaatste hij zich als zevende op de wereldranglijst.
In 2011 werd Mitchell professioneel atleet door een contract te sluiten met Adidas en toe te treden tot de trainingsgroep van tweevoudig wereldkampioen Tyson Gay. Het duurde even, voordat dit zich vertaalde in deelname aan de belangrijkste toernooien. In 2013 was hij er op de wereldkampioenschappen in Moskou echter voor het eerst bij en dat leverde hem, wederom op zijn meest favoriete sprintnummer, de 200 m, achter Usain Bolt (eerste in 19,66) en Warren Weir (tweede in 19,79) een bronzen plak op met zijn eindtijd van 20,04. Hij voorkwam hiermee bovendien, dat het op dit onderdeel een geheel Jamaicaanse aangelegenheid werd, want Nickel Ashmeade zat hem met 20,05 op de hielen, maar werd nu vierde.

## Titels
- NACAC-kampioen 200 m - 2010
- NACAC-kampioen 4 x 100 m - 2010
- Amerikaans kampioen 200 m - 2014
- NCAA-indoorkampioen 200 m - 2013

## Persoonlijke records
Outdoor
| Onderdeel | Prestatie          | Datum            | Plaats |
| --------- | ------------------ | ---------------- | ------ |
| 100 m     | 10,25 s (+1.3 m/s) | 28 mei 2010      | Austin |
| 200 m     | 19,97 s (+0.0 m/s) | 16 augustus 2013 | Moskou |

Indoor
| Onderdeel | Prestatie | Datum         | Plaats       |
| --------- | --------- | ------------- | ------------ |
| 200 m     | 20,38 s   | 12 maart 2010 | Fayetteville |

## Palmares

### 200 m
Kampioenschappen
- 2008: 4e WJK - 20,98 s (in ½ fin. 20,74 s)
- 2010:  NACAC U23-kamp. - 20,06 s (in ½ fin. 19,99 s)
- 2013:  WK - 20,04 s (in ½ fin. 19,97 s)

Diamond League-podiumplaatsen
- 2014:  Golden Gala – 20,46 s
- 2014:  Glasgow Grand Prix – 20,31 s